# Estadi Johan Cruyff
Het Estadi Johan Cruyff is een voetbalstadion gelegen in Sant Joan Despí, nabij Barcelona. Het maakt deel uit van de Ciutat Esportiva Joan Gamper, het trainingscomplex van FC Barcelona. Het stadion dient als thuisbasis voor FC Barcelona Atlètic, FC Barcelona Femení en het FC Barcelona Juvenil A.

Het stadion is vernoemd naar Johan Cruijff, ter ere van zijn grote betekenis voor de club. Eerder eerde Ajax hem op vergelijkbare wijze door hun stadion naar hem te vernoemen. Het Estadi Johan Cruyff werd gebouwd ter vervanging van het inmiddels afgebroken Mini Estadi.